# Bayamo
Bayamo é um município e cidade de Cuba, capital da província de Granma. É uma das maiores cidades da região de Oriente. 
A comunidade de Bayamo foi fundada em 5 de novembro de 1513 nas margens do rio Bayamo. Em 1827, Bayamo adquiriu o status de cidade.

## Geografia
- Latitude: 20° 22' 45" Norte
- Longitude: 76° 38' 36" Oeste
- Altitude: 54 metros

## Demografia
População:
- Censo 1981: 99.967
- Censo 1991: 141.222
- Censo 2002: 144.664